# Merveille Goblet
Merveille Goblet, né le 20 novembre 1994 à Jette en Belgique, est un footballeur belge. Il évolue au poste de gardien de but et est actuellement au Cercle Bruges, après une saison sans club.